# L.A.M.B.
L.A.M.B. is de naam van de modelijn ontworpen door de zangeres Gwen Stefani, leadzangeres van No Doubt. De kledinglijn heeft alles, van jassen, broeken tot handtasjes. De collectie was zeer succesvol bij No Doubt-fans, maar ook bij beroemdheden. Beroemdheden zoals Paris en Nicky Hilton, Carmen Electra en Halle Berry zijn gespot met kleding van L.A.M.B.
De naam L.A.M.B. staat voor Love. Angel. Music. Baby., de naam van Stefani's eerste solo-album.